# Gândire

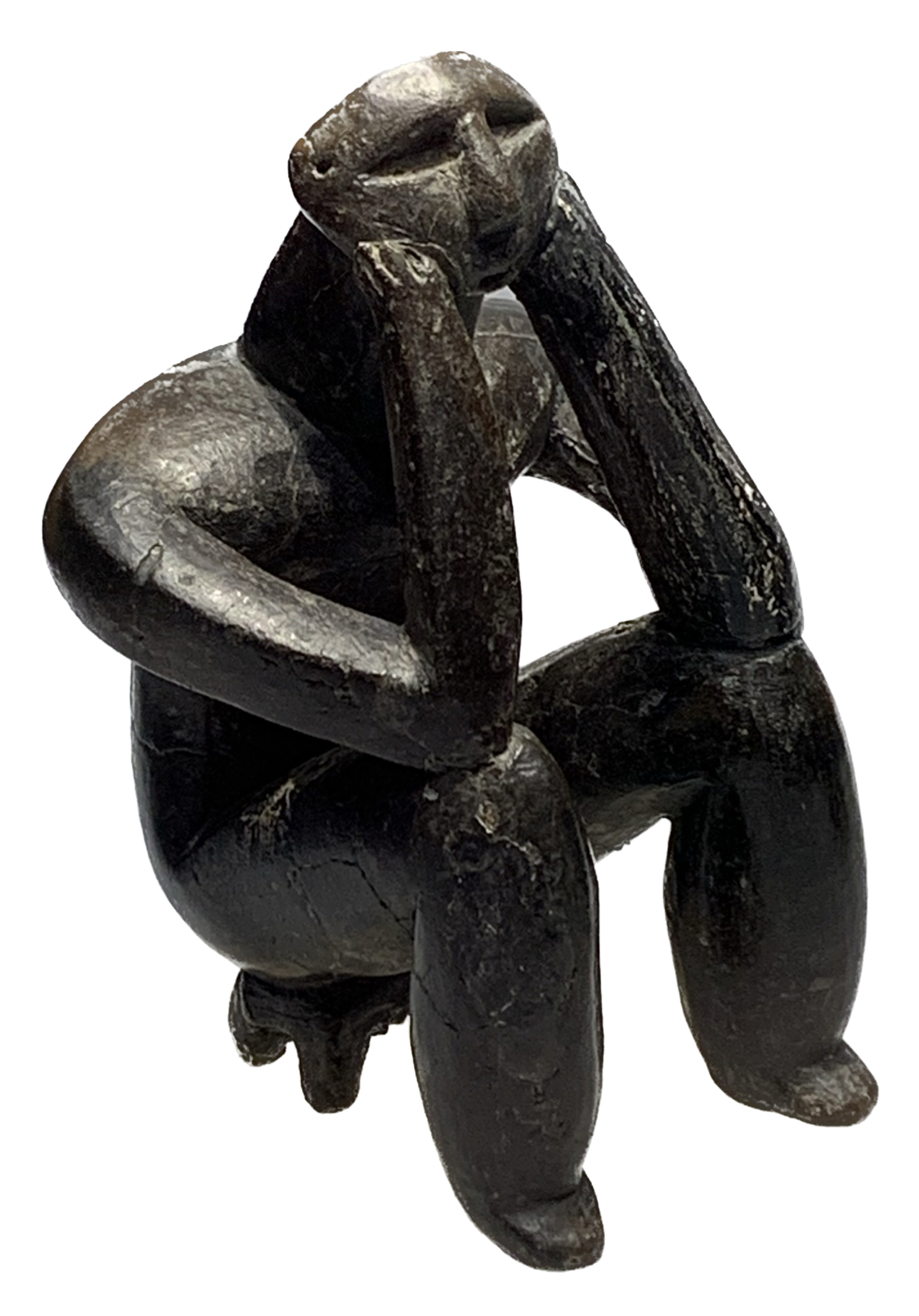
Gânditorul de la Hamangia

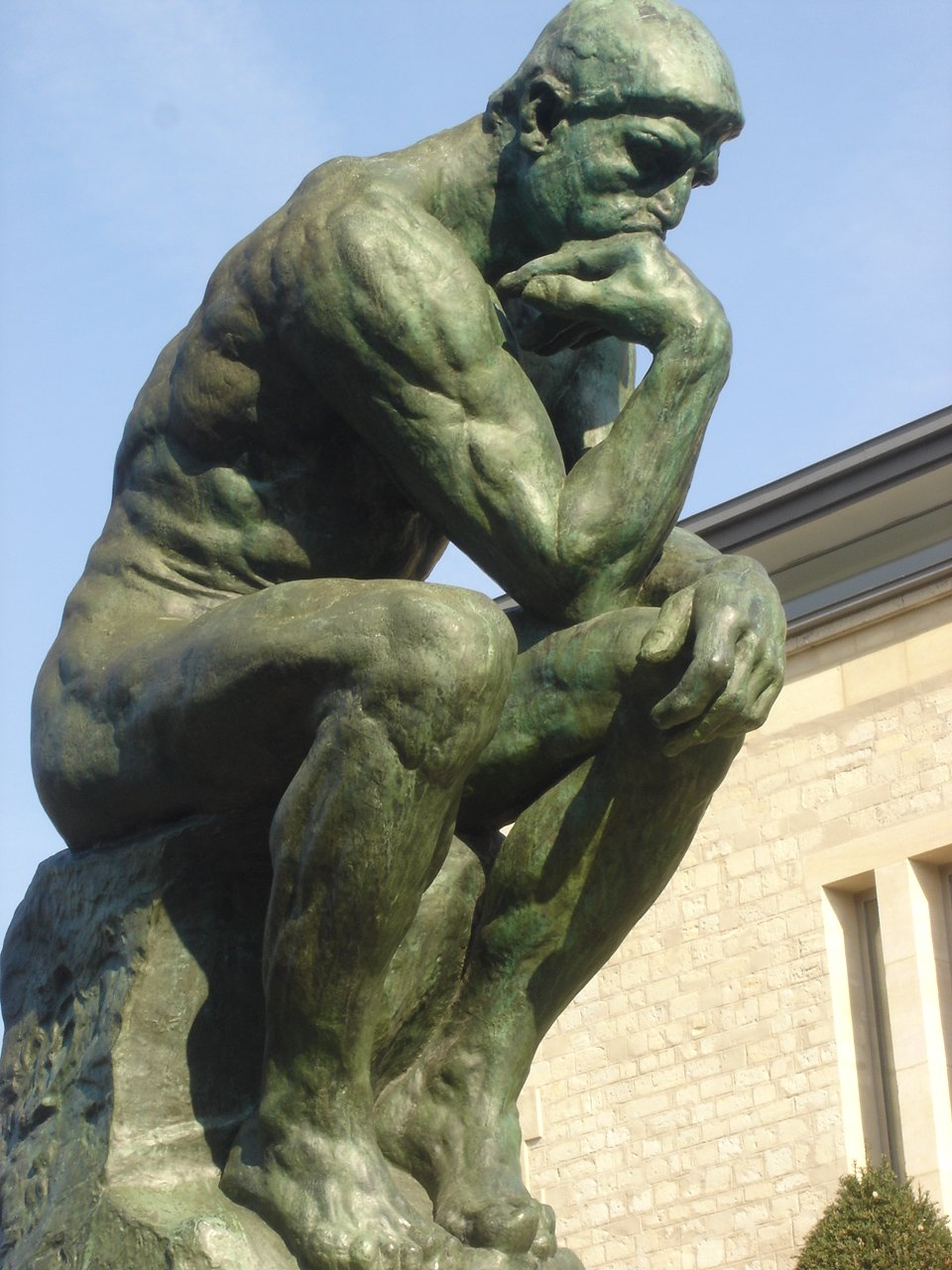
Gânditorul lui Rodin

Gândirea sau cugetarea este însușirea creierului omenesc de a reflecta în mod generalizat și abstract realitatea obiectivă prin teorii, judecăți etc.
Gândirea cuprinde un „flux orientat către scopuri, idei și asociații care conduc la o concluzie orientată spre realitate". Chiar dacă gândirea este o activitate a unei valori existențiale pentru oameni, nu există un consens cu privire la modul în care este definită sau înțeleasă.
Gândirea permite oamenilor să înțeleagă, să interpreteze, să reprezinte sau să modeleze lumea pe care o întâlnesc și să facă predicții despre lumea aceasta. Este, prin urmare, util pentru un organism cu nevoi, obiective și dorințe pe măsură ce face planuri sau încercări în alt mod de a realiza aceste obiective.
Gândirea este cea mai înaltă etapă a cunoașterii umane. Este procesul de cunoaștere a lumii reale înconjurătoare, care se bazează pe formarea și reînnoirea continuă a stocului de concepte și idei, include încheierea de noi hotărâri (punerea în aplicare a concluziilor). Gândirea permite cunoașterii unor astfel de obiecte, proprietăți și relații ale lumii înconjurătoare, care nu pot fi percepute direct cu ajutorul primului sistem de semnale. Formele și legile gândirii sunt obiectul logicii și al mecanismelor psiho-fiziologice ale psihologiei și fiziologiei.

## Definirea procesului de gândire
Gândirea este un proces psihic superior ce ocupă o poziție centrală în sistemul psihic uman. Gândirea îndeplinește un rol decisiv în procesul de cunoaștere.
Gândirea se definește ca procesul psihic cognitiv care reflectă în mod abstract și general esența lucrurilor și a relațiilor dintre ele, utilizând limba sau alt sistem de semne ca instrument, și are drept produs:  noțiuni,  judecăți,  raționamente.

## Funcțiile gândirii

### Înțelegerea
Înțelegerea reprezintă sesizarea existenței unei legături între setul noilor cunoștințe și setul vechilor cunoștințe gata elaborate.  În  funcție de distanța dintre cunoștințele vechi și informațiile noi înțelegerea se poate realiza fie repede, fară eventuale eforturi, fie treptat, dificil, prin eforturi conștiente. Dacă trebuie să fie înțeles un text stiințific dificil, inițial se înțeleg doar câteva fragmente, apoi se surprind relațiile dintre fragmente, pentru ca în final să se desprindă semnificația textului integral. Pentru a ajunge la înțelegerea textului cunoștințele vechi trebuie sa fie restructurate și îmbogățite (se caută informații suplimentare în cărți, dicționare etc.).

### Rezolvarea de probleme
Rezolvarea problemelor este un demers al gândirii prin care omul, atât în activitatea practică, cât și în cea teoretică, depășește eventuale obstacole. Când în activitatea derulată nu există dificultate, nu există nici problemă. O situație cu care se confruntă un individ reprezintă o problemă doar atunci când aceasta este rezolvabilă. Problema de rezolvat ține de experiența cognitivă a subiectului.
Newell și A. Simon (1961) au descris două tipuri de probleme:
- probleme bine definite: cunoașterea bine a stării inițiale sau a punctului de plecare, a scopului problemei sau starea finală;

- probleme slab definite: starea inițială și cea finală nu sunt clare, sunt confuze.